# Dasineura obscura
Dasineura obscura är en tvåvingeart som först beskrevs av Camillo Rondani 1840.  Dasineura obscura ingår i släktet Dasineura och familjen gallmyggor.
Artens utbredningsområde är Italien. Inga underarter finns listade i Catalogue of Life.